# Temporada 1955-56 de los Philadelphia Warriors
La temporada 1955-56 fue la décima de los Philadelphia Warriors en la NBA. La temporada regular acabó con 45 victorias y 27 derrotas, acabando en primer lugar de la División Este y clasificándose para los playoffs, en los que finalmente se proclamarían campeones tras derrotar en las finales a los Fort Wayne Pistons.

## Elecciones en elDraft
| Ronda | Puesto | Jugador       | Posición | Nacionalidad   | Universidad       |
| ----- | ------ | ------------- | -------- | -------------- | ----------------- |
| T     | -      | Tom Gola      | Escolta  | Estados Unidos | La Salle          |
| 2     | 9      | Walter Devlin | Base     | Estados Unidos | George Washington |
| 3     | 17     | Bob Schafer   | Base     | Estados Unidos | Villanova         |

## Temporada regular
| División Este           | División Este | División Este | División Este | División Este | División Este | División Este | División Este | División Este |
| Equipo                  | G             | P             | %             | PD            | Casa          | Fuera         | Neutral       | Div           |
| ----------------------- | ------------- | ------------- | ------------- | ------------- | ------------- | ------------- | ------------- | ------------- |
| x-Philadelphia Warriors | 45            | 27            | .625          | -             | 21-7          | 11-17         | 13-3          | 22-14         |
| x-Boston Celtics        | 39            | 33            | .542          | 6             | 20-7          | 12-15         | 7-11          | 18-18         |
| x-Syracuse Nationals    | 35            | 37            | .486          | 10            | 23-8          | 9–19          | 3-10          | 15-21         |
| New York Knicks         | 35            | 37            | .486          | 10            | 13-15         | 16-13         | 6-9           | 17-19         |

## Playoffs

### Finales de División
Philadelphia Warriors vs. Syracuse Nationals
| Fecha       | Partido                                           | Ciudad     |
| ----------- | ------------------------------------------------- | ---------- |
| 23 de marzo | Philadelphia Warriors 110, Syracuse Nationals 100 | Filadelfia |
| 25 de marzo | Syracuse Nationals 122, Philadelphia Warriors 118 | Syracuse   |
| 27 de marzo | Philadelphia Warriors 119, Syracuse Nationals 96  | Filadelfia |
| 28 de marzo | Syracuse Nationals 108, Philadelphia Warriors 104 | Syracuse   |
| 29 de marzo | Philadelphia Warriors 109, Syracuse Nationals 104 | Filadelfia |
|             | Philadelphia gana las series 3-2                  |            |

### Finales de la NBA
Philadelphia Warriors - Fort Wayne Pistons
| Fecha       | Partido                                           | Ciudad     |
| ----------- | ------------------------------------------------- | ---------- |
| 31 de marzo | Philadelphia Warriors 98, Fort Wayne Pistons 94   | Filadelfia |
| 1 de abril  | Fort Wayne Pistons 84, Philadelphia Warriors 83   | Fort Wayne |
| 3 de abril  | Philadelphia Warriors 100, Fort Wayne Pistons 96  | Filadelfia |
| 5 de abril  | Fort Wayne Pistons 105, Philadelphia Warriors 107 | Fort Wayne |
| 7 de abril  | Philadelphia Warriors 99, Fort Wayne Pistons 88   | Filadelfia |
|             | Philadelphia gana las finales 4-1                 |            |

## Estadísticas
| Rk | Jugador        | Edad | P  | PT | MP   | TC  | TCI  | %TC  | 3P | 3PI | %3P | TL  | TLI | %TL  | RO | RD | RT   | AS  | RB | TAP | BP | FP  | PTS  |
| 1  | Paul Arizin    | 27   | 72 |    | 37.8 | 8.6 | 19.1 | .448 |    |     |     | 7.0 | 8.7 | .810 |    |    | 7.5  | 2.6 |    |     |    | 3.9 | 24.2 |
| 2  | Neil Johnston  | 26   | 70 |    | 37.1 | 7.1 | 15.6 | .457 |    |     |     | 7.8 | 9.8 | .801 |    |    | 12.5 | 3.2 |    |     |    | 3.6 | 22.1 |
| 3  | Joe Graboski   | 26   | 72 |    | 33.0 | 5.5 | 14.9 | .369 |    |     |     | 3.3 | 4.7 | .706 |    |    | 8.9  | 2.6 |    |     |    | 3.8 | 14.4 |
| 4  | Jack George    | 27   | 72 |    | 39.4 | 4.9 | 13.1 | .374 |    |     |     | 4.1 | 5.4 | .757 |    |    | 4.3  | 6.3 |    |     |    | 2.8 | 13.9 |
| 5  | Tom Gola       | 23   | 68 |    | 34.5 | 3.6 | 8.7  | .412 |    |     |     | 3.6 | 4.9 | .733 |    |    | 9.1  | 5.9 |    |     |    | 4.0 | 10.8 |
| 6  | Ernie Beck     | 24   | 67 |    | 15.0 | 2.0 | 5.2  | .387 |    |     |     | 1.1 | 1.6 | .717 |    |    | 2.9  | 1.2 |    |     |    | 1.3 | 5.2  |
| 7  | George Dempsey | 26   | 72 |    | 20.1 | 1.8 | 3.7  | .475 |    |     |     | 1.2 | 1.9 | .633 |    |    | 3.7  | 2.8 |    |     |    | 2.0 | 4.7  |
| 8  | Walt Davis     | 25   | 70 |    | 15.7 | 1.8 | 4.8  | .369 |    |     |     | 1.1 | 1.6 | .688 |    |    | 3.9  | 0.8 |    |     |    | 3.3 | 4.6  |
| 9  | Larry Hennessy | 26   | 53 |    | 8.4  | 1.6 | 4.7  | .344 |    |     |     | 0.5 | 0.6 | .813 |    |    | 0.9  | 0.9 |    |     |    | 0.7 | 3.7  |
| 10 | Bob Schafer    |      | 12 |    | 6.8  | 1.0 | 2.9  | .343 |    |     |     | 0.6 | 1.0 | .583 |    |    | 1.1  | 0.8 |    |     |    | 1.2 | 2.6  |
| 11 | Jackie Moore   | 23   | 54 |    | 7.4  | 0.9 | 2.4  | .388 |    |     |     | 0.6 | 1.0 | .604 |    |    | 2.2  | 0.5 |    |     |    | 1.5 | 2.4  |

## Galardones y récords
| Jugador       | Galardón                    |
| Neil Johnston | Mejor quinteto de la NBA    |
| Paul Arizin   | Mejor quinteto de la NBA    |
| Jack George   | 2º Mejor quinteto de la NBA |